# 申論題
申論題即自由作答（英語：Free response）是考試題目類型的其中一種，主要要求受試者闡述自己的理念或意見，或是寫一篇短文並提供事實、範例或其他的證明。

## 優點
申論題大致上不但能夠測試受試者直接的知識，也能測出他們對某一主題的大觀念（見範例），可讓受試者回答自己熟悉的領域知識。除此之外，受試者並不會有任何的投機機會來猜答案，他們必須全盤了解某些知識才能順利作答，也可防止受試者有作弊的機會。

## 缺點
由於申論題沒有一定的制式答案，需要閱卷人員來細讀受試者所寫的答案，相當耗費人力、時間與金錢，因此很多考試並不常出這樣的題型，而較常使用選擇題。在某些考試場合下，申論題有時也是必備的題型之一，然而閱卷人員常有時間上的壓力，必須快速閱卷，因此可能有隨意閱卷的情形發生。又有批評者指出申論題的品質高低是以語言的能力來決定，而不是學識能力，會有不公的情形。

## 範例
選擇以下其中兩個地區來撰寫一篇文章，當中必須得分析其時代的更迭以及後來科技的發展如何影響其1914到1945年間的變動：
- 中國
- 美國
- 俄羅斯（蘇聯）
- 中東

例文架構：
共產主義和史達林主義的文化思想成為蘇聯1914年到1945年政治和文化變動的主要因素，之後，這些的變動並無法改善勞工階級的生活品質，諷刺的是，這竟成為俄國二月革命的主要目標。